# 鄭潤鮮
鄭潤鮮（韓語：정윤선，1987年8月30日—），韓國女演員，2015年結婚，隨夫赴加拿大定居，演藝工作暫告中止。

## 演出作品

### 電視劇
- 2008年：CGV《18歲未婚媽媽的秘密》
- 2012年：JTBC《給親愛的你》
- 2013年：KBS《天命：朝鮮版逃亡者故事》飾演 月荷
- 2013年：KBS《Drama Special－Happy! Rose day》
- 2015年：JTBC《D-Day》

### 電影
- 2010年：《無法者》
- 2013年：《老大靈不靈》
- 2013年：《心靈感應》
- 2014年：《神之一手》
- 2014年：《尚衣院》
- 2015年：《Amor》

### 網路劇
- 2015年：《Dream Knight》飾演 女主角周仁馨母親

## 外部連結
- NAVER （页面存档备份，存于）